# David Areu
David Areu (Murcia, 18 de marzo de 1942) es un actor español.

## Biografía
Nació en Mula (Murcia). Estudió en el Instituto Alfonso X El Sabio de Murcia. Posteriormente, cursó estudios de Derecho, Relaciones Públicas, Comunicación y Gestión Cultural. Su actividad profesional se ha desarrollado en dos ámbitos: artístico y de gestión dentro de los ámbitos culturales. 

### Como actor
En 1958 se inició como actor en compañías amateurs y en el T.E.U. de Murcia, trasladándose posteriormente a Madrid a finales de 1959. Allí, y bajo el nombre de David Areu, comenzó a intervenir en pequeños papeles cinematográficos y teatrales. Ha trabajado como actor en más de veinte obras de teatro en los principales escenarios teatrales, en treinta y ocho películas, y en un gran número de programas dramáticos de RTVE.

#### Teatro
Debutó en el teatro a principios de los 60 en diversas compañías, en las cuales realizó el meritoriaje. Trabajó en la compañía de Analía Gadé con la comedia La idiota de Marcel Achard, bajo la dirección de José Osuna. Más tarde, y dirigido por Adolfo Marsillach, intervino en el montaje de Después de la caída de Arthur Miller. También formó parte de la compañía de Nuria Espert, estrenando en Barcelona Nuestra Natacha de Alejandro Casona. 
Protagonizó la comedia original de Michel André (y música de Waldo de los Ríos) Café con pimienta, dirigida por José María Morera, y la comedia El amor está debajo de una chistera de Germán Lopezarias, dirigida por Diego Serrano. 
Ha sido dirigido por Adolfo Marsillach, José Osuna, José María Morera, Gustavo Pérez Puig, Alberto González Vergel, María Ruíz, Antonio Corencia, Ángel F. Montesinos, etc.; y ha trabajando con actores de la importancia de Jorge Mistral, Nuria Torray, Vicky Lagos, Analía Gadé, Francisco Piquer, Paula Martel, Elena María Tejeiro, María Luisa Merlo, María José Goyanes, Pastor Serrador, José Sacristán, Nuria Espert, Rafael Arcos o Francisco Piquer, con textos sobre obras de Arthur Miller, Alejandro Casona o Marcel Achard, entre otros.

#### Cine
Entre 1960 y 1980 trabajó en numerosas películas como Cateto a babor, No desearás al vecino del quinto, La canción del olvido, El largo día del águila,...; y a las órdenes de varios directores de renombre como Andrés Linares, Agustín Navarro, Juan de Orduña y Ramón Fernández, entre otros.
| Año  | Título                               | Personaje                      | Dirección                  |
| ---- | ------------------------------------ | ------------------------------ | -------------------------- |
| 1976 | Manuela                              | Señorito del puesto de melones | Gonzalo García Pelayo      |
| 1976 | El alijo                             | Emigrante                      | Ángel del Pozo             |
| 1973 | Una gota de sangre para morir amando | Dick Blake, reportero          | Eloy de la Iglesia         |
| 1971 | Los días de Cabirio                  |                                | Fernando Merino            |
| 1971 | La casa de los Martínez              |                                | Agustín Navarro            |
| 1971 | La orilla                            | Teniente García                | Luis Lucia                 |
| 1970 | Juan y Junior en un mundo diferente  | Estudiante de filosofía        | Pedro Olea                 |
| 1970 | No desearás al vecino del quinto     |                                | Ramón Fernández            |
| 1970 | La tonta del bote                    | Chulo                          | Juan de Orduña             |
| 1970 | Enseñar a un sinvergüenza            |                                | Agustín Navarro            |
| 1970 | Cateto a babor                       |                                | Ramón Fernández            |
| 1969 | El ángel                             |                                | Vicente Escrivá            |
| 1969 | El largo día del águila              | Soldado Baker                  | Enzo G. Castellari         |
| 1969 | Mónica Stop                          |                                | Luis María Delgado         |
| 1969 | El día de mañana                     |                                | Agustín Navarro            |
| 1967 | Amor en el aire                      |                                | Luis César Amadori         |
| 1967 | Pero... ¡en qué país vivimos!        |                                | José Luis Sáenz de Heredia |
| 1967 | Un millón en la basura               | Empleado del banco             | José María Forqué          |
| 1967 | Los guardiamarinas                   | Rivas                          | Pedro Lazaga               |
| 1966 | Nuevo en esta plaza                  |                                | Pedro Lazaga               |
| 1965 | Doctor Zhivago                       | Oficial                        | David Lean                 |
| 1963 | La chica del trébol                  |                                | Sergio Grieco              |
| 1962 | Los motorizados                      |                                | Camillo Mastrocinque       |

#### Televisión
Trabajó en numerosos programas de Estudio 1, así como en varias producciones de RTVE durante la década de los 70. Y tras 20 años retirado de la pantalla, regresó a esta a finales de 1999 con apariciones en diversas series de televisión como Manos a la obra, El Súper,  Calle Nueva, Compañeros, Al salir de clase, Un chupete para ella, Periodistas y Hospital Central.

### Como gestor
En 1976 se incorpora a RTVE como Asesor de Programas Dramáticos del Coordinador Jefe de Certámenes y Coproducciones internacionales, viajando como miembro de diversas delegaciones de T.V.E. a varios países europeos. 
En 1979 es nombrado Asesor-Colaborador del Monistro Adjunto al Presidente Jaaquín Garrigues Walker, siendo Presidente del Gobierno Adolfo Suárez.
En 1981 fue Secretario Regional de Información de la U.C.D. en Murcia.
En marzo de 1982 es nombrado Jefe del Gabinete del Secretario de Organización de U.C.D. Pedro López Jiménez, colaborando posteriormente en la Secretaría de Educación, Cultura y Deporte de dicho partido, hasta su abandono del mismo.
Después, pasó a desempeñar labores dentro de la política cultural, entre otras como Asesor de la Dirección General de Música y Teatro en el Ministerio de CulturaJefe de Promoción y Relaciones Públicas del Teatro Nacional de la Zarzuela hasta noviembre de 1984, Coordinador Técnico del Instituto Nacional de las Artes Escénicas y de la Música del citado Ministerio, así como Jefe de la Secretaría de Relaciones Externas de dicho Instituto en 1986, desde la que se impulsan algunas de las más importantes operaciones de patrocinio cultural realizadas hasta aquel momento en España.
En 1988 es nombrado Director General de Howard Malboro Group, del grupo publicitario BSB, primera empresa especializada en gestión de patrocinio y mecenazgo en España, regresando a la empresa pública en 1990 como Director del Área de Patrocinio de la Sociedad Estatal para la Ejecución de Programas del Quinto Centenario, realizando diversas operaciones en países como Estados Unidos, México, Venezuela y Cuba, entre otros.
Tras los eventos del 92, entre 1993 y 1996, regresa a la empresa privada para dirigir Inverspon, S.L., entidad dedicada al asesoramiento y gestión de patrocinios.
A comienzos del año 2000, y conjuntamente con algunos profesionales del estamento empresarial, cinematográfico y teatral, crea EAGLE MULTIMEDIA, S.L., empresa dedicada a la producción audiovisual y teatral, además de trabajar como Asesor de Programas del Centenario de la Sociedad General de Autores de España. 
También ha colaborado como redactor en Banco y Negro, Agencia EFE, EUROPA PRESS, y otras publicaciones.

## Televisión

### Series dramáticas
| Año       | Serie              | Director                                     |
| --------- | ------------------ | -------------------------------------------- |
| 2008      | Hospital Central   | Juan Testa                                   |
| 2002-2007 | Cuéntame como pasó | Agustín Crespi                               |
| 2000-2006 | El Comisario       | Jesús Font, Ignacio Mercero                  |
| 2002      | Paraíso            | Jesús R. Delgado, Javier Elorrieta           |
| 2001      | Mi Teniente        | Agustín Póveda                               |
| 2001      | Al salir de clase  | Pepa Sánchez-Biezma                          |
| 2001      | Esencia de poder   | Juan Navarrete Parrondo                      |
| 2001      | Periodistas        | Jesús Rodrigo                                |
| 2000      | Compañeros         | Pablo Barrera                                |
| 1999      | Calle Nueva        | Tito Rojas, Vicente Torres                   |
| 1999      | El Súper           | Orestes Lara, Ignacio Mercero, Pascal Jongen |

### Comedias de situación
| Año  | Serie                     | Director                                                           |
| ---- | ------------------------- | ------------------------------------------------------------------ |
| 2004 | La sopa boba              | José Luis Rodríguez, Peris Romano, José Picaporte, Miguel del Arco |
| 2000 | Un chupete para ella      | Julio Sánchez Valdés                                               |
| 1999 | Manos a la obra           | José Antonio Escrivá                                               |
| 1972 | Historias de Juan Español | Gabriel Ibáñez                                                     |

### Series filmadas
| Año  | Serie                                | Director            |
| ---- | ------------------------------------ | ------------------- |
| 2002 | Viento del pueblo (Miguel Hernández) | José Ramón Larraz   |
| 1974 | Cuentos y Leyendas                   | José Antonio Páramo |
| 1967 | Novela                               | Gustavo Pérez Puig  |

### Teatro Televisado
| Año       | Programa  | Director           |
| --------- | --------- | ------------------ |
| 1975      | El teatro | Alfredo Castellón  |
| 1970-1972 | Estudio 1 | Gustavo Pérez Puig |

## Cine

### Películas
| Año  | Película                               | Director                   |
| ---- | -------------------------------------- | -------------------------- |
| 1976 | Manuela                                | Gonzalo García Pelayo      |
| 1976 | El alijo                               | Ángel del Pozo             |
| 1973 | Una gota de sangre para morir amando   | Eloy de la Iglesia         |
| 1971 | Los días de Cabirio                    | Fernando Merino            |
| 1971 | La casa de los Martínez                | Agustín Navarro            |
| 1971 | La orilla                              | Luis Lucía                 |
| 1970 | Juan y Junior... En un mundo diferente | Pedro Olea                 |
| 1970 | No desearás al vecino del quinto       | Ramón Fernández            |
| 1970 | La tonta del bote                      | Juan de Orduña             |
| 1970 | Enseñar a un sinvergüenza              | Agustín Navarro            |
| 1970 | Cateto a babor                         | Ramón Fernández            |
| 1969 | El ángel                               | Vicente Escrivá            |
| 1969 | Mónica Stop                            | Luis María Delgado         |
| 1969 | El día de mañana                       | Agustín Navarro            |
| 1969 | La canción del olvido                  | Juan de Orduña             |
| 1969 | El largo día del águila                | Enzo G. Castellari         |
| 1967 | Amor en el aire                        | Luis César Amadori         |
| 1967 | Pero...¿en qué país vivimos?           | José Luis Sáenz de Heredia |
| 1967 | Un millón en la basura                 | José María Forqué          |
| 1967 | Los guardiamarinas                     | Pedro Lazaga               |
| 1966 | Nuevo en esta plaza                    | Pedro Lazaga               |
| 1965 | Doctor Zhivago                         | David Lean                 |
| 1964 | La chica del trébol                    | Sergio Grieco              |
| 1962 | Los motorizados                        | Camillo Mastrocinque       |